# Deportation der Sinti und Roma aus Marburg

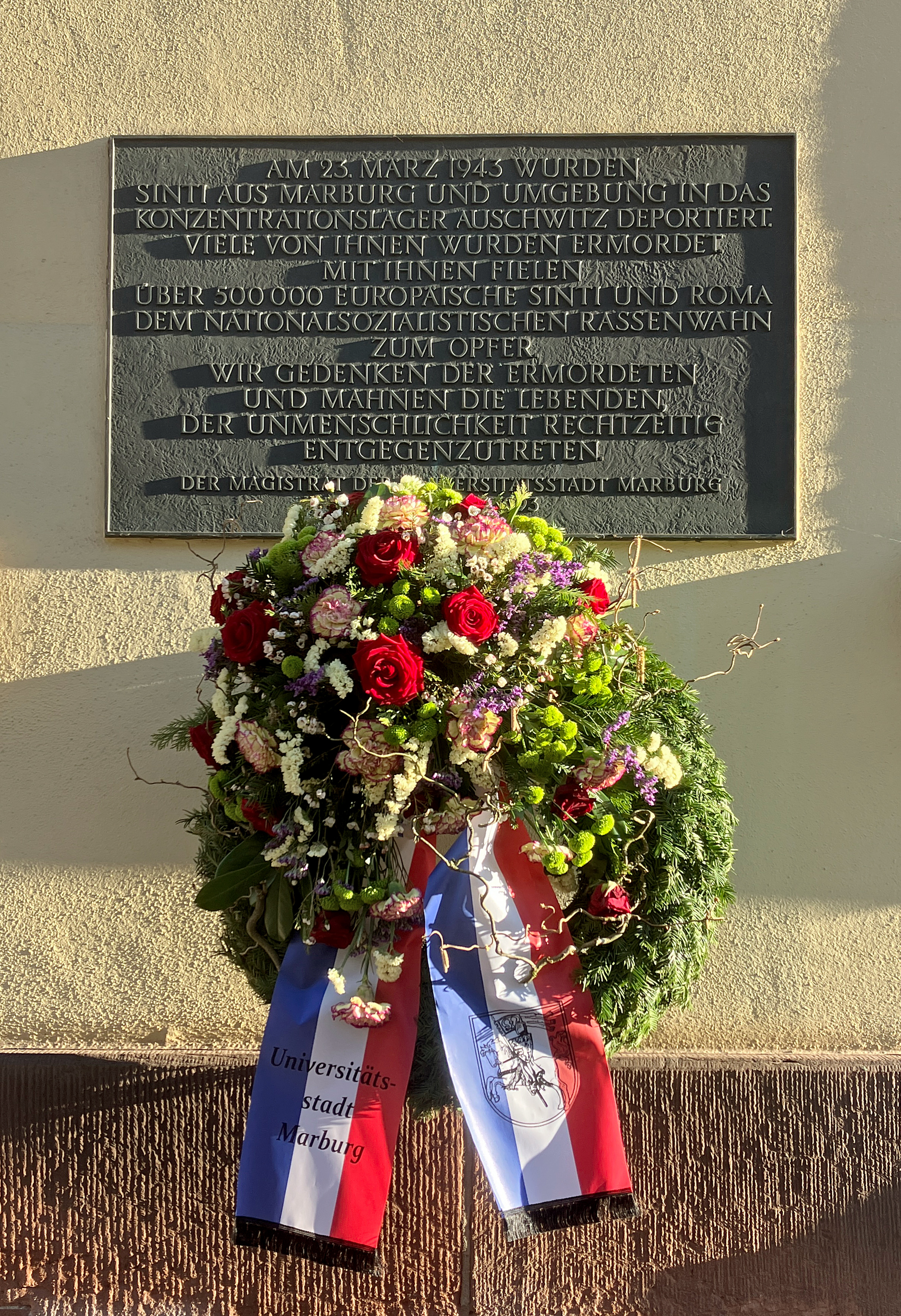
Gedenktafel am ehemaligen Landratsamt (heute Bauamt) in der Barfüßerstraße 45

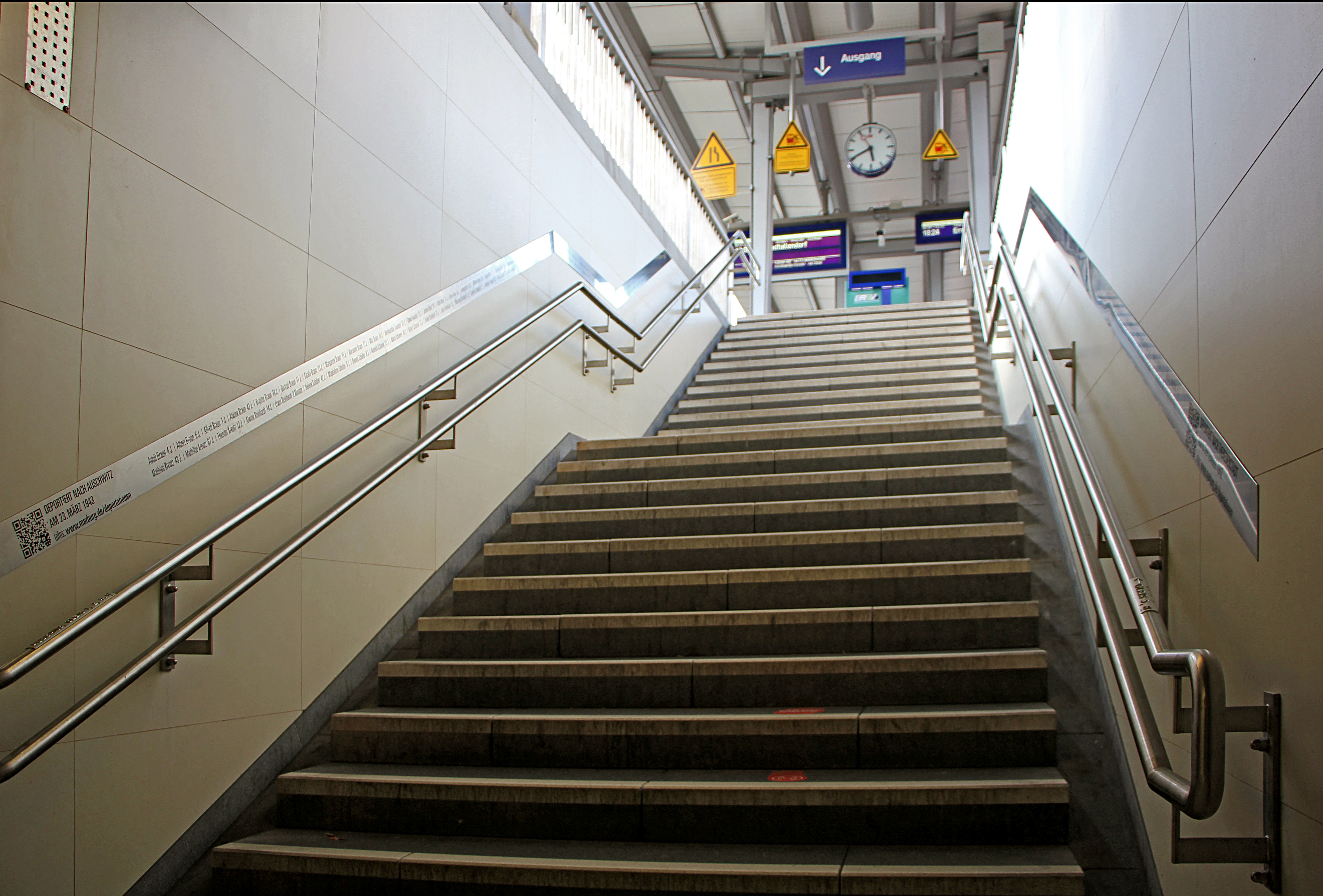
Gedenkbänder für die 3. und 4. Deportation auf Gleis 8 (Nordtreppe) am Marburger Bahnhof

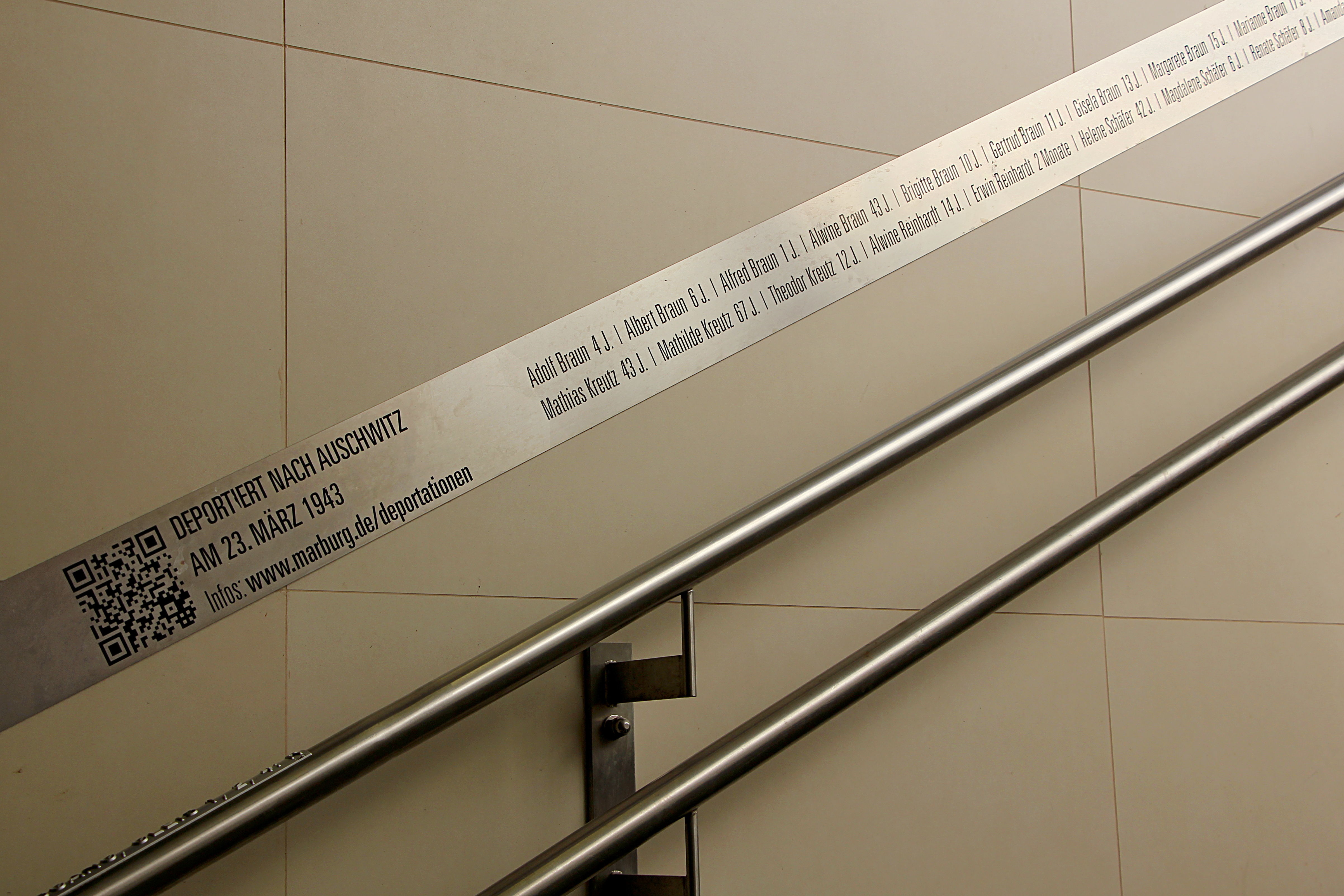
Gedenkband für die deportierten Sinti auf Gleis 8 (Nordtreppe)

Bei der Deportation der Sinti und Roma aus Marburg am 23. März 1943 wurden 78 Sinti aus Marburg und dem Landkreis in das „Zigeunerlager Auschwitz“ verschleppt. Nur zwei von ihnen überlebten den nationalsozialistischen Massenmord.

## Deportation
Am 17. März 1943 teilte der Landrat von Marburg den Bürgermeistern der Orte Cölbe, Rauschenberg, Dreihausen und Oberweimar das genaue Datum der Deportation mit. Am Tag der Deportation, dem 23. März 1943, wurde durch die Ortspolizei das städtische Einwohnermeldeamt Marburg informiert, dass „nachstehend aufgeführte Personen am 23. März 1943 auf Befehl des Reichsführers SS vorläufig festgenommen und auf unbestimmte Zeit ins Konzentrationslager in Auschwitz eingewiesen“ würden. So wurden 78 Bürgerinnen und Bürger der Sinti im Alter von 2 Monaten bis 67 Jahre aus Marburg und Umgebung vor dem damaligen Landratsamt in der Barfüßerstraße zusammengeführt und in der 4. Deportation vom Hauptbahnhof Marburg nach Kassel und von dort in das sogenannte „Zigeunerlager Auschwitz“, einem Abschnitt im Vernichtungs- und Konzentrationslager Auschwitz-Birkenau deportiert. Nur zwei von ihnen überlebten. Ihr Eigentum wurde für den deutschen Staat eingezogen.
Ein Opfer der Aktion berichtete später:

„Wir sind dann (am 23. März 1943, uer) von der Gendarmerie zum Cölber Bahnhof gebracht worden. Von da aus ging es dann  mit dem Zug nach Marburg, zum Hauptbahnhof. Vom Hauptbahnhof brachten sie uns ins ehemalige Landratsamt. Dorthin, wo heute die Gedenktafel [Marburg, Barfüßerstraße] angebracht ist. Sie haben dann die Sinti zusammengeholt, die im Kreis lebten. […] 
Dann Polizisten, links und rechts, mit Gewehren und Hunden, sind wir dann losgegangen, durch die Stadt bis zum Bahnhof, und dann wurden wir in einen Waggon reingepfercht. […] 
In Kassel haben wir Halt gemacht. Da haben sie noch weitere Sinti eingeladen. Dann ging es durch bis nach Auschwitz-Birkenau. Uns haben die gesagt, wir werden angesiedelt, wir müßten da nur alles urbar machen. Das haben wir auch geglaubt. Wir haben nie geglaubt, daß es uns da schlecht geht.“

## Gedenken
Auf Initiative des Hessischen Landesverbands Deutscher Sinti und Roma und Marburger Sinti im August 1990 beschloss die Stadtverordneten-Versammlung Marburgs ein Jahr später eine Gedenktafel für die ortsansässigen Sinti und Roma, die Opfer des Nationalsozialismus wurden, anzubringen. Am 50. Jahrestag der Deportation, am 23. März 1993, wurde die Gedenktafel am alten Landratsamt in der Marburger Oberstadt, wo die verhafteten Männer, Frauen und Kinder vor ihrem Abtransport im Keller gesammelt worden waren, gemeinsam von Bürgermeister Gerhard Pätzold (SPD) und Adam Strauß, dem Vorsitzenden des Landesverbands Deutscher Sinti und Roma enthüllt. Seit 1998 findet dort am 23. März ein jährliches Gedenken statt, das gemeinsam von der Stadt und dem Landesverband organisiert wird.
Inschrift:

„Am 23. März 1943 wurden Sinti aus Marburg und Umgebung in das Konzentrationslager Auschwitz deportiert.
Viele von Ihnen wurden ermordet.
Mit ihnen fielen über 500.000 europäische Sinti und Roma dem nationalsozialistischen Rassenwahn zum Opfer.
Wir gedenken der Ermordeten und mahnen die Lebenden, der Unmenschlichkeit rechtzeitig entgegenzutreten.
Der Magistrat der Universitätsstadt Marburg am 23. März 1993“

2015 wurden auf Gleis 8 am Bahnhof in Marburg vier Gedenkbänder installiert, die an die vier Deportationen erinnern, bei denen von hier insgesamt 346 Bürgerinnen und Bürger aus Marburg und Umgebung in die nationalsozialistischen Konzentrationslager verschleppt und größtenteils dort ermordet wurden. Sie enthalten die Namen der deportierten 268 Juden sowie der 78 Sinti.